# John Jakes
John William Jakes (* 31. März 1932 in Chicago, Illinois; † 11. März 2023 in Sarasota, Florida) war ein US-amerikanischer Schriftsteller.

## Leben
Jakes ist vor allem durch seine historischen Romane bekannt. Sein dreiteiliger Roman über den Amerikanischen Bürgerkrieg – North And South (dt. Die Erben Kains), Love and War (dt. Liebe und Krieg) und Heaven and Hell (dt. Himmel und Hölle) – wurde 1985, 1986 und 1994 jeweils in Form einer Miniserie unter dem Titel North and South, North and South II und Heaven and Hell (dt. Titel jeweils Fackeln im Sturm) verfilmt. Jakes’ Ehefrau Rachel, eine ehemalige Dozentin, verkörperte bei der Verfilmung die Ehefrau von Abraham Lincoln.
Daneben diente seine neunbändige Chronik der Kent-Familie als Vorlage für mehrere Fernsehfilme und Kurzserien: The Bastard (1978), The Rebels (1978) sowie The Seekers (1979).
Zuvor hatte Jakes sich bereits als Fantasy-Autor einen Namen gemacht. Besonders bekannt wurde in den 1970er Jahren sein auch in deutscher Sprache erschienener Romanzyklus um Brak, den Barbaren. Bekannt wurde auch sein Roman Mention My Name in Atlantis (1972), eine Parodie auf das Fantasy-Genre, in Deutschland erschienen unter dem Titel Tolle Tage in Atlantis.

## Bibliographie

### Serien
Geordnet nach dem Erscheinungsjahr des ersten Bandes.
Johnny Havoc-Serie (Kriminalromane)
- Johnny Havoc (1960)
  - Deutsch: Nirvana Gold. Übersetzt von Wolfgang Thon. Bastei-Lübbe-Taschenbuch #13580, 1994 – ISBN 3-40413580-6
- Johnny Havoc Meets Zelda (1962, auch als Havoc for Sale, 1990)
  - Deutsch: Hast du den Mörder, Darling?. Übersetzt von Uwe Karsten. Kelter-Taschenbuch #769, 1968. Auch als: Bogarts Haus. Übersetzt von Wolfgang Thon. Bastei-Lübbe-Taschenbuch #13629, 1995 – ISBN 3-40413629-2
- Johnny Havoc and the Doll Who Had „It“ (1963, auch als Holiday for Havoc, 1991)
  - Deutsch: Johnny Havoc lässt die Puppen tanzen. Übersetzt von Helga Wingert-Uhde. Kelter-Taschenbuch #766, 1968. Auch als: Mörderische Ferien. Übersetzt von Wolfgang Thon. Bastei-Lübbe-Taschenbuch #13689, 1995 – ISBN 3-40413689-6
- Making It Big (1968, auch als Johnny Havoc and the Siren in Red, 1991).
  - Deutsch: Die rote Sirene. Übersetzt von Wolfgang Thon. Bastei-Lübbe-Taschenbuch #13730, 1995 – ISBN 3-40413730-2

Dragonard-Serie
- 1 When the Star Kings Die (1967)
- 2 The Planet Wizard (1969)
- 3 Tonight We Steal the Stars (1969)

Brak-Zyklus
- 1 Brak the Barbarian (1968)
- 2 Brak the Barbarian Versus the Sorceress (1969, auch als The Sorceress, Brak vs.the Sorceress, 1981, Witch of the Four Winds, 1963, 2012)
  - Deutsch: Tochter der Hölle. Übersetzt von Lore Straßl. Pabel (Terra Fantasy #4), 1975
- 3 Brak the Barbarian Versus the Mark of the Demons (1969, auch als Brak Vs. the Mark of the Demons, The Mark of the Demons, 1970)
  - Deutsch: Das Mal der Dämonen. Übersetzt von Lore Straßl. Pabel (Terra Fantasy #7), 1975
- 4 When the Idols Walked (1964, 1978)
  - Deutsch: Die Götzen erwachen. Übersetzt von Lore Straßl. Pabel (Terra Fantasy #13), 1975
- 5 The Fortunes of Brak (1980, Sammlung)
- Devils in the Walls (1963, Kurzgeschichte)
  - Deutsch: Palast der Dämonen. In: Am Abgrund der Welt, 1976
- The Girl in the Gem (1965, Kurzgeschichte)
  - Deutsch: Das Mädchen im Meerstein. Übersetzt von Ingrid Rothmann. In: Science-Fiction-Stories 20, Ullstein 2000 #35 (2930), 1973 – ISBN 3-548-02930-2. Auch in: Lyon Sprague de Camp (Hrsg.): Drachenmond, Ullstein (Science Fiction & Fantasy #31150), 1987 – ISBN 3-548-31150-4.
- The Pillars of Chambalor (1965, Kurzgeschichte)
- The Silk of Shaitan (1965, Kurzgeschichte)
  - Deutsch: Das Seidentuch Scheitans. In: Am Abgrund der Welt, 1976
- The Mirror of Wizardry (1968, Kurzgeschichte)
  - Deutsch: Am Abgrund der Welt. In: Am Abgrund der Welt, 1976
- Ghoul’s Garden (1973, Kurzgeschichte)
  - Deutsch: Der Garten des Zauberers. In: Lin Carter (Hrsg.): Götter, Gnomen und Giganten, Pabel (Terra Fantasy #26), 1976
- Flammengesicht Kurzgeschichte. In: Am Abgrund der Welt 1976
- Storm in a Bottle (1977, Kurzgeschichte, auch als Brak in Chains)
  - Deutsch: Fluch der Dürre. In: Lin Carter (Hrsg.): Streiter wider die Magie, Pabel (Terra Fantasy #60), 1979

Dark Gate/Klekton-Serie
- 1 Master of the Dark Gate (1970)
- 2 Witch of the Dark Gate (1972)

Kent Family Chronicles / Die Chronik der Kent-Familie
- The Bastard (1974, auch als Fortune's Whirlwind und To an Unknown Shore, 1975)
  - Der Bastard des Herzogs. Übersetzt von Eva Malsch und Elisabeth Simon. Semrau (Kaleidoskop-Bücher #751), 1976, und Das Komplott der Amberlys. Übersetzt von Eva Malsch und Elisabeth Simon. Semrau (Kaleidoskop-Bücher #752), 1976
- The Rebels (1975)
  - Der Kampf der Rebellen. Übersetzt von Karen Christian. Semrau (Kaleidoskop-Bücher #753), 1976, und Die Armee der Renegaten. Übersetzt von Karen Christian. Semrau (Kaleidoskop-Bücher #754), 1976
  - Auch als: 	Der Rebell. Ullstein, 1987 – ISBN 3-550-06140-4
- The Seekers (1975)
  - Das Massaker am Ohio. Übersetzt von Hans Maeter. Semrau (Kaleidoskop-Bücher #755), 1978, und Der Gefangene. Übersetzt von Hans Maeter. Semrau (Kaleidoskop-Bücher #756), 1978.
  - Auch als: Die Pioniere. Goldmann #9747, 1989 – ISBN 3-442-09747-9 / Stimmen des Krieges Goldmann #9748, 1990 – ISBN 3-442-09748-7
- The Furies (1976)
  - Amanda de la Gura Übersetzt von Hans Maeter. Semrau (Kaleidoskop-Bücher #757), 1979, und Die Stunde der Rache. Übersetzt von Hans Maeter. Semrau (Kaleidoskop-Bücher #758), 1979, und Der schwarze April. Übersetzt von Hans Maeter. Semrau (Kaleidoskop-Bücher #759), 1979
- The Titans (1976)
  - Die Titanen. Übersetzt von Hans Maeter. Semrau (Kaleidoskop-Bücher #760), 1979
- The Warriors (1977)
  - Die Besiegten. Übersetzt von Johanna Friedmann. Ullstein, 1988 – ISBN 3-550-06144-7
  - Auch als: Die Strasse des Feuers Goldmann #41033, 1991 – ISBN 3-442-41033-9
- The Lawless (1978)
  - Die Gesetzlosen. Übersetzt von Gisela Stege. Ullstein, 1988 – ISBN 3-550-06145-5
- The Americans (1980)
  - Der Ruf der Freiheit. Übersetzt von Günter Panske. Ullstein, 1989 – ISBN 3-550-06146-3

North and South-Trilogie
- North and South (1982)
  - Deutsch: Die Erben Kains. Übersetzt von Odette Anne Brändli. SV International, Schweizer Verlagshaus, 1984 – ISBN 3-7263-6429-3
- Love and War (1984)
  - Deutsch: Liebe und Krieg. Übersetzt von Werner Waldhoff. SV International, Schweizer Verlagshaus, 1986 – ISBN 3-7263-6476-5
- Heaven and Hell (1987)
  - Deutsch: Himmel und Hölle. Übersetzt von Werner Waldhoff. SV International, Schweizer Verlagshaus, 1988 – ISBN 3-7263-6518-4

### Einzelromane und Sammlungen
Romane
- The Texans Ride North (Jugendbuch, 1952)
- A Night for Treason (1956)
- Wear a Fast Gun (1956)
- Ward Lock (1957)
- The Devil Has Four Faces (1958)
- This’ll Slay You (1958, als Alan Payne)
- The Seventh Man (1958, als Jay Scotland)
- The Imposter (1959)
  - Deutsch: Der unheimliche Doppelgänger. Übersetzt von Helmut und Edith Bittner. Lehning (Panther-Reihe #147), 1959
- I, Barbarian (1959, als Jay Scotland, auch als John Jakes, 1976)
- Strike the Black Flag (1961, als Jay Scotland)
- Make Mine Mavis (1961, als William Ard)
- Sir Scoundrel (1962, als Jay Scotland, auch überarbeitete Fassung als King’s Crusader, 1977)
- Veils of Salome (1962, als Jay Scotland)
- And So to Bed (1962, als William Ard)
- Give Me This Woman (1962, als William Ard)
- G.I. Girls (1963)
- Arena (1963, als Jay Scotland)
- Traitors’ Legion (1963, auch überarbeitete Fassung als The Man from Cannae, 1977, als Jay Scotland)
- Secrets of Stardeep (Jugendbuch, 1969)
- The Hybrid (1969)
  - Deutsch: Der Halbmensch. Übersetzt von Leni Sobetz. Moewig (Terra Nova #161), 1971
- The Last Magicians (1969)
- The Asylum World (1969)
  - Deutsch: Keine Rettung für den Mars. Übersetzt von Klaus Boer. Bastei Lübbe #21117, 1979, ISBN 3-404-01261-5
- Mask of Chaos (1970)
- Monte Cristo #99 (1970)
- Six-Gun Planet (1970)
- Black in Time (1970)
- Time Gate (Jugendbuch, 1972)
  - Deutsch: Das Tor zur anderen Zeit. Übersetzt von Leni Sobez. Moewig (Terra Astra #187), 1975
- Mention My Name in Atlantis (1972)
  - Deutsch: Tolle Tage in Atlantis. Übersetzt von Lore Straßl. Pabel (Terra Fantasy #38), 1977
- On Wheels (1973)
  - Deutsch: Im Banne des Feuervogels. Übersetzt von Leni Sobez. Bastei Lübbe #21076, 1976 – ISBN 3-404-00407-8. Auch als: Feuerfahrt Goldmann #9474, 1988, ISBN 3-442-09474-7
- Conquest of the Planet of the Apes (1974)
  - Deutsch: Aufstand der Affen. Übersetzt von Walter Brumm. Pabel (Terra Taschenbuch #283), 1977
- Excalibur! (1980, mit Gil Kane)
- California Gold (1989)
  - Deutsch: California-Gold. Übersetzt von Werner Waldhoff. Schweizer Verl.-Haus, 1990 – ISBN 3-7263-6666-0
- Homeland (1993)
  - Deutsch: Die Flamme der Freiheit. Übersetzt von Michael Kubiak und Erna Tom. Lübbe, 1995 – ISBN 3-7857-0718-5
- On Secret Service (2000)
  - Deutsch: Mut der Sehnsucht. Übersetzt von Ute Leibmann. Lübbe, 2002 – ISBN 3-7857-2076-9
- Charleston (2002)
  - Deutsch: Sturm über Charleston. Übersetzt von Lore Straßl. Lübbe, 2004 – ISBN 3-7857-2130-7

Sammlungen
- The Best of John Jakes (1977)
- The Best Western Stories of John Jakes (1991, hrsg. von Martin H. Greenberg und Bill Pronzini)

Deutsche Sammlungen
- Schiff der Seelen Sammlung. Übersetzt von Lore Straßl. Pabel (Terra Fantasy #1), 1974
- Am Abgrund der Welt Sammlung. Übersetzt von Lore Straßl. Pabel (Terra Fantasy #19), 1976

### Kurzgeschichten
- The Dreaming Trees (1950)
- Your Number Is Up! (1950)
- Half Past Fear (1951)
- No Dark Gallows for Me (1951)
- Death Has Green Eyes (1951)
- Secret of the Burning Finger (1951)
- "Old Spacemen Never Die!" (1951)
- The Running Hounds (1952)
- The Android Kill (1952)
- The Most Horrible Story (1952, auch als The Most Horrible Story in the World, 1955)
- The Fire Magicians (1952)
- Space Opera (1952)
- Machine (1952)
- The Beast (1952)
- And the Monsters Walk (1952)
- Frozen Hell (1952)
- Coffins to Mars (1952)
- With Wings (1952)
- Doom Jungle (1952)
- Idiot Command (1952)
- Skin Game (1952)
- The Opener of the Crypt (1952)
- Hunt the Red Roe (1953, als Alan Payne)
- Checkmate Morning (1953)
- War Drums of Mercury Lost (1953)
- Forever is So Long (1953)
- Jackrogue Second (1953)
- Earth Can Be Fun (1953)
- The Fiends in the Bedroom (1953)
- With Intent to Kill (1953)
- Survey (1954)
- Crack-Up (1954)
- Dirge for the Sane (1954)
- The Revenge of Edwin Mudd (1954)
- The Taint (1955)
- Shango (1956)
- The Cybernetic Kid (1956)
- My Brother on the Highway (1956)
- Hero at Work (1957)
- Alias Napoleon (1957)
- The Devil Spins a Sun-Dream (1957)
- The Singular Occurence at Styles (1957, als Alan Henry)
- Miss Impossible (1958, als C. H. Thames)
- Blizzard-Brain (1958, als Darius John Granger)
- The Deadly Mission (1958, als Alexander Blade)
- Nine Shadows at Doomsday (1958, als S. M. Tenneshaw)
- Night of the Robots (1959, als Allen Wilder)
- The Red Telephone (1960)
- The Strange Paintings of Felix A. Orth (1960)
- Political Machine (1961)
  - Deutsch: Die Politikmaschine. Übersetzt von Winfried Czech. In: Isaac Asimov, Martin H. Greenberg (Hrsg.): Wahltag 2090 Bastei Lübbe Paperback #28181, 1989 – ISBN 3-404-28181-0
- The Highest Form of Life (1961)
- A Cabbage Named Sam (1961)
- The Man Who Wanted to Be in the Movies (1962)
- Recidivism Preferred (1962)
- The Protector (1962)
- One Race Show (1962)
- The Screams of the Wergs (1963, als Jay Scotland)
- In the Days of King Arsgrat (1963)
- Underfollow (1963)
- The Sellers of the Dream (1963)
- There’s No Vinism Like Chauvinism (1965, auch als No Vinism Like Chau-vinism)
- Miranda (1965)
- Buggaratz (1966)
- Love Is a Punch in the Nose (1966)
- Here Is Thy Sting (1968)
- The Unspeakable Shrine (1968)
  - Deutsch: Das Heiligtum des Schreckens. In: Schiff der Seelen, 1974
- The Barge of Souls (1968)
  - Deutsch: Das Schiff der Seelen. In: Schiff der Seelen, 1974
- Ranging (1968)
- Merry Xmas, Post/Gute (1970)
  - Deutsch: Fröhliche Weihnachten – Post-Gutenberg. Übersetzt von Michael K. Iwoleit. In: Wolfgang Jeschke, Uwe Luserke (Hrsg.): Frohes Fest!: 13 grausige Bescherungen Heyne SF&F #4638, 1989 – ISBN 3-453-03900-9
- Seedling from the Stars (1970)
- Stranger With Roses (1972)
- Bloodstar (1976, mit Robert E. Howard)
- Sums (1976, mit Richard E. Peck)
- Ghosts of Stone (1979)
  - Deutsch: Geister im Stein. In: Schiff der Seelen, 1974
- Chicago Rhapsody (1991)
- Witch House (1995, mit Jonathan Jakes-Schauer)

### Theater und Musical
- Dracula, Baby (1970, nur Liedtexte)
- Wind in the Willows (1972)
- A Spell of Evil (1972)
- Violence (1972)
- Stranger with Roses (1972)
- For I Am a Jealous People (1972, nach einer Erzählung von Lester del Rey)
- Gaslight Girl (1973)
- Pardon Me, Is This Planet Taken? (1973)
- Doctor, Doctor! (1973, nach Molière)
- Shepherd Song (1974)

### Sachliteratur
- Tiros: Weather Eye in Space (1966)
- Famous Firsts in Sports (1967)
- Great War Correspondents (1968)
- Great Women Reporters (1969)
- The Bastard Photostory (1980)
- Susanna at the Alamo: A True Story (Jugendbuch, 1986)